# Луч (гандбольный клуб)
«Луч» — российский женский гандбольный клуб из Москвы.

## История
Клуб был основан в 1959 году при заводе «Прожектор». Тогда он носил название «Труд».
В 1962 году команда стала первым чемпионом СССР по гандболу 7x7, обыграв одесский «Локомотив» в дополнительном матче со счётом 7:6. На следующий год команда дебютировала на международном уровне и сразу же завоевала Кубок европейских чемпионов. В 1/8 финала был обыгран польский клуб «Рух» (Хожув) — 11:11, 15:7; в 1/4 финала — чехословацкий «Спартак» — 8:7, 9:8; в 1/2 финала — «Фортшритт» (Вайсенфельс) — 7:10, 12:6; в финале — датский клуб FIF Virum (Копенгаген) — 11:8.
В сезоне 1985/86 «Луч» вылетел из Высшей лиги. Команду возглавил Михаил Аксёнов, и она сразу же вернулась в Высшую лигу и больше из неё не вылетала.
В честь юбилейного сезона ГК "Луч" летом 2023 года был представлен новый логотип команды, ранее он не обновлялся.

## Достижения
Чемпионат СССР:
- Чемпион (5 раз): 1962, 1963, 1964, 1965, 1968
- Серебряный призёр (3 раза): 1966, 1969, 1975
- Бронзовый призёр (5 раз): 1967, 1970, 1971, 1972, 1973

Кубок России:
- Финалист (1 раз): 2008

Кубок европейских чемпионов: 
- Обладатель (1 раз): 1963

## Главные тренеры
- Лазарь Гуревич
- Мазур О. А.
- Тулякова Г. А.
- Шилова И. А.
- Никитин С. В.
- Георгий Ларин
- Михаил Аксёнов
- Рамеев Р. А.
- Васильев В. А.
- 2004 — 2019: Алексей Алексеев
- 2019 — 2020: Алексей Жаворонков
- 2020 — 2020: Сергей Никитин
- 2021 — 2023: Николай Измайлов
- 2023 — 2024: Дмитрий Балаченков
- 2024 — н.в.: Роман Ляшенко